# Walter Selke
Walter Selke (* 11. Mai 1947 in Hannover; † 22. Dezember 2023 in Burgwedel) war ein deutscher Physiker.

## Leben
Nach dem Abitur an der Leibnizschule in Hannover und dem Master of Science in Physik am Georgia Institute of Technology erlangte Walter Selke 1972 zunächst sein Diplom und Anfang 1975 bei Hans-Jürgen Mikeska an der Universität Hannover seinen Doktorgrad (Dissertation: Theorie der Dynamik gitteranisotroper Heisenbergmagnete am Phasenübergang). Es folgten Postdoc-Positionen an der Universität Saarbrücken, der Cornell-Universität und der Boston University. 1980 erlangte Selke an der Universität Saarbrücken die Habilitation für Theoretische Physik. 1981 wurde er Inhaber einer selbstständigen und unbefristeten Forschungsstelle am Institut für Festkörperforschung (IFF) des Forschungszentrums Jülich. Eine ähnliche Position hatte er 1985/1986 am Forschungszentrum der IBM in Rüschlikon bei Zürich inne. 1982 erfolgte die Umhabilitation an die Universität zu Köln, an der er zuerst als Privatdozent und dann als außerplanmäßiger Professor lehrte. Seit 1996 war er Universitätsprofessor für Theoretische Physik an der RWTH Aachen und seit 2008 Mitglied der Jülich Aachen Research Alliance (JARA). 2012 trat er seinen Ruhestand an.
Sein Hauptarbeitsgebiet war die Statistische Physik, mit besonderer Berücksichtigung des Magnetismus und der Oberflächenphysik. Er war besonders bekannt für seine Arbeiten über kommensurable und inkommensurable räumlich modulierte Überstrukturen (insbesondere ANNNI-Modelle) im Festkörper, mit Anwendungen  bei magnetischen, ferroelektrischen, Legierungs- und Adsorbat-Systemen.
Walter Selke hat etwa 150 Veröffentlichungen publiziert, darunter mehrere Übersichtsartikel. Zu seinen Koautoren zählen u. a. Kurt Binder, Michael E. Fisher und Waleri Leonidowitsch Pokrowski. Er hat zahlreiche Konferenzen (mit)organisiert, insbesondere eine von ihm initiierte Reihe von Treffen mit Physikern vom Landau-Institut für Theoretische Physik, die 1988 begann und 1997 endete.
2008 wurde Selke von der American Physical Society zum  „Outstanding Referee“ ernannt. 2009 war er Gastprofessor an der University of New South Wales in Sydney.
Nach seiner Pensionierung beschäftigte sich Selke u. a. mit der Geschichte seiner Heimatstadt Hannover. Zum Beispiel konnte er dabei mit Unterstützung des im Stadtarchiv Hannover tätigen Historikers Christian Heppner das zuvor oftmals falsch verortete Geburtshaus des Künstlers Kurt Schwitters durch die heutige Adresse, Rumannstraße 8, korrigieren. Ihre Recherchen galten auch dem Biochemiker und Nobelpreisträger Otto Meyerhof, dem Schriftsteller Frank Wedekind sowie dem Chemiker und Vorstandsmitglied der Continental AG Albert Gerlach (1858–1918). Selke setzte sich, bei der Stadt Hannover, erfolgreich ein für Stadttafeln an den Geburtshäusern von Otto Meyerhof und von Kurt Schwitters.

## Schriften (Auswahl)
- M.E. Fisher, W. Selke: Infinitely many commensurate phases in a simple Ising model. In: Phys. Rev. Lett. 44. Jahrgang, 1980, S. 1502–1505, doi:10.1103/PhysRevLett.44.1502.
- Walter Selke: The ANNNI model. In: Physics Reports 170, 1988, S. 213–264, doi:10.1016/0370-1573(88)90140-8.
- J. S. Wang, W. Selke, V. S. Dotsenko, V. B. Andreichenko: The critical behavior of the 2-dimensional dilute Ising magnet. In: Physica A164, 1990, S. 221–239, doi:10.1016/0378-4371(90)90196-Y.
- W. Selke: Spatially modulated structures in systems with competing interactions. In: Phase transitions and critical phenomena, Hrsg. C.Domb and J.L. Lebowitz, vol. 15, p.1-72 (1992) ISBN 0122203151